# Slaughter of the Soul
Slaughter of the Soul (engl.: ‚Schlachtung der Seele‘ oder freier ‚Seelen-Gemetzel‘) ist das vierte Album der schwedischen Melodic-Death-Metal-Band At the Gates. Das Album wurde am 14. November 1995 via Earache Records veröffentlicht und gilt als Referenzalbum des Melodic Death Metal.

## Entstehung
Nach dem Vorgängeralbum Terminal Spirit Disease lief der Plattenvertrag zwischen der Band und Peaceville Records aus. Im Frühjahr 1995 nahm die Band ein Demo auf, mit dem sich die Band bei verschiedenen Musiklabels bewarb. Wunschkandidat der Band war das deutsche Label Nuclear Blast, das jedoch eine Absage erteilte. Schließlich unterzeichnete die Band beim britischen Label Earache Records.
Aufgenommen wurde das Album zwischen Mai und Juli 1995 im Studio Fredman in Göteborg. Produziert und abgemischt wurde das Album von Frederik Nordström. Die Band fungierte als Co-Produzenten. Gemastert wurde Slaughter of the Soul von Noel Summerville im Transformation-Studio. Das Coverartwork wurde von Kristian Wåhlin entworfen. Alle Texte wurden von Tomas Lindberg geschrieben. Von der Musik stammt etwa 60 Prozent von Anders und 30 Prozent von Jonas Björler.
Für das Lied Cold steuerte Andy LaRocque (King Diamond) ein Gitarrensolo bei. Das Geräusch am Anfang des Liedes Blinded by Fear ist ein heruntergefallener und am Boden kreiselnder Topfdeckel. Das Geräusch ist vom Göteborger Hip-Hop- und Techno-DJ Charlie tief gepitcht worden. Das Geräusch der durchladenden Pistole stammt aus dem Film Reservoir Dogs – Wilde Hunde. Das abschließende Instrumental The Flames of the End hat Anders Björler ursprünglich für einen von ihm gedrehten Horrorfilm geschrieben. Es ist das einzige At-the-Gates-Lied, bei dem Keyboards verwendet wurden.
Für das Lied Blinded by Fear wurde ein Musikvideo gedreht.

## Hintergrund
Blinded by Fear war das letzte Lied, das die Band zusammen geschrieben hat. Das Titellied wurde von dem Buch Der Würfler von Luke Rhinehart inspiriert. Der Text von Under a Serpent Sun beschreibt Anders Björlers Vision des positiven Satanismus, die die Ideen von Aleister Crowley mit Humanismus verbindet. Unto Others richtet sich gegen organisierte Religion. Der Text von Nausea enthält Auszüge aus dem autobiographischen Charles-Bukowski-Roman Das Schlimmste kommt noch oder Fast eine Jugend.

## Rezeption
Slaughter of the Soul wird zu den besten und wegweisendsten Alben des Melodic Death Metal gezählt. Alex Straka vom Online-Magazin Powermetal.de bezeichnete das Album als „Blaupause für alle nachkommenden schwedischen Death Metal-Bands“. Beim schwedischen Musikpreis Grammis wurde Slaughter of the Soul in der Kategorie Hardrock nominiert, der Preis ging jedoch an die Band Fireside.
In dem Buch Best of Rock & Metal – Die 500 stärksten Scheiben aller Zeiten des deutschen Rock-Hard-Magazins belegte das Album den 300. Platz. Ironischerweise erhielt es beim Erscheinen mit sieben von zehn Punkten nur eine leicht überdurchschnittliche Bewertung. Der damalige Rezensent Kai Wendel warf der Band vor, dass sie „austauschbar und gesichtslos“ klinge. Seine Redaktionskollegin Hanno Kress charakterisierte das Album eine Ausgabe später als „symphonisch, düster, katzig, aber immer melodisch“. Im Horror Infernal hob David Ivanov die „screamigen Vocals und das schnelle Spiel“ im Stile von Carcass hervor. Deshalb sei das „verdammt gut[e]“ Album für die Death-Metal-Klientel „mehr als empfehlenswert“. Er vergab 14 von 15 möglichen Punkten. Lindberg verwahrte sich im Interview gegen den Vergleich mit Carcass. Das deutsche Magazin Visions führte Slaughter of the Soul auf ihrer 2019 veröffentlichten Liste der 55 besten schwedischen Rockalben.

## Titelliste
1. Blinded by Fear – 3:12
2. Slaughter of the Soul – 3:02
3. Cold – 3:27
4. Under a Serpent Sun – 3:58
5. Into the Dead Sky – 2:12
6. Suicide Nation – 3:35
7. World of Lies – 3:35
8. Unto Others – 3:11
9. Nausea – 2:23
10. Need – 2:36
11. The Flames of the End – 2:57

## Wiederveröffentlichung

### 2002
Am 17. Juli 2002 wurde das Album zum ersten Mal wiederveröffentlicht. Im Gegensatz zum Original wurde das Artwork leicht überarbeitet. Tomas Lindberg gibt im Beiheft kurze Kommentare zu jedem Lied ab, auf der Rückseite der Hülle ist jedoch die Unterschrift von Anders Björler zu finden. Neben den elf Titeln der Originalversion enthält die Wiederveröffentlichung sechs weitere Lieder. The Dying entstand während der Aufnahmen zum Album im Sommer 1995, wurde jedoch nicht verwendet, da At the Gates ein Album „without fillers“, also ohne Lückenfüller haben wollten. Die Lieder Unto Others und Suicide Nation waren bereits auf der Demo, die der Band den Plattenvertrag mit Earache Records brachte, zu finden, wurden jedoch in der finalen Version erneut und ein wenig melodischer eingespielt. Bister Verklighet ist eine Coverversion der schwedischen Hardcore-Band No Security, welche ursprünglich im Tonstudio während der Aufnahmen zu Slaughter of the Soul zum Spaß eingespielt wurde. Es ist des Weiteren der einzige At-the-Gates-Titel, der je auf Schwedisch gesungen wurde. Das Slayer-Cover Captor of Sin wurde für die Slatanic-Slaughter-Kompilation aufgenommen. Außerdem ist auf der CD der Slaughter-Lord-Titel Legion vertreten.
Die Wiederveröffentlichung enthält die folgenden Lieder als Bonusmaterial:
1. Legion – 3:54 (Slaughter-Lord-Coverversion)
2. The Dying – 3:18
3. Captor of Sin – 3:19 (Slayer-Cover)
4. Unto Others – 3:06 ('95 Demo)
5. Suicide Nation – 3:22 ('95 Demo)
6. Bister Verklighet – 1:55 (No-Security-Cover)

### 2008
Anlässlich der Wiedervereinigung der Band wird das Album erneut wiederveröffentlicht. Dieses Mal liegt dem Album eine Bonus-DVD bei, die neben einer Dokumentation über die Entstehung des Albums ein in der polnischen Stadt Krakau mitgeschnittenes Konzert vom 30. November 1995 enthält. Die Veröffentlichung ist für den 30. März 2008 geplant.